# Městečko
Městečko é uma comuna checa localizada na região da Boêmia Central, distrito de Rakovník.